# N’Diaye Djiby
N’Diaye Djiby (* 5. Januar 1994 in Thiès) ist ein senegalesischer Fußballspieler.

## Karriere
Djiby wurde in der Jugend von Chievo Verona ausgebildet, 2013 wurde er in den Profikader aufgenommen, sein Debüt gab er am 38. Spieltag der Saison 2012/13 gegen Atalanta Bergamo, wo er in der Startelf stand und durchspielte. Die Partie endete mit 2:2. Zwischen 2013 und 2016 wurde er an verschiedene unterklassige Vereine ausgeliehen, um Erfahrung zu sammeln. Bei AC Lumezzane erzielte er sein erstes Tor als Profi gegen FC Venedig, das Spiel gewann AC Lumezzane mit 3:2. 2016 kehrte er zu Chievo zurück. Danach stand er nur noch im Kader der Jugendmannschaft von Chievo und verließ im Dezember 2017 den Klub dann auch endgültig. Danach wechselte er zu dem unterklassig spielenden USD Atletico Chiuduno, für welche er bis zum Ende der Saison 2017/19 auflief. Nach über einem Jahr ohne Verein spielt er mittlerweile bei Città di Isernia weiter im Amateur-Bereich.